# Alabat (eiland)
Alabat is een eiland in de Filipijnse provincie Quezon en onderdeel van de eilandengroep Luzon. Een van de drie gemeenten op het eiland heeft dezelfde naam. Tijdens de laatste officiële bevolkingstelling in 2000 had het eiland 39.252 inwoners.

## Geografie

### Topografie
Alabat is een eiland in de Filipijnse provincie Quezon gelegen tussen 14° 00' 01" en 14° 14' 10" noorderbreedte en 121° 54' 45" en 122° 11' 25" oosterlengte en ligt 48 kilometer ten noordoosten van de provinciehoofdstad Lucena en 125 kilometer ten zuidoosten van de Filipijnse hoofdstad Manilla. Alabat heeft een langwerpige vorm, als een sigaar en strekt zich van het noordwesten naar het zuidoosten uit over een lengte van 37 kilometer. De maximale breedte van het eiland is zo'n 6,5 kilometer. Alabat ligt in de Lamonbaai en wordt in het westen, het zuiden en het oosten omsloten door Luzon. In het westen en zuidwesten is de afstand tot Luzon ongeveer tien tot vijftien kilometer, in het noordoosten zo'n vijf tot zes kilometer en in het zuidoosten ongeveer een kilometer. In het noordwesten ligt op zo'n 10 kilometer afstand het eiland Cabalete. In het noorden ligt op zo'n 22 kilometer afstand het eiland Balesin. Nog wat verder weg, zo'n 44 kilometer noordelijk van Alabat, liggen de Polillo-eilanden.

### Bestuurlijke indeling
Het eiland Alabat is een eiland in de provincie Quezon. Op het eiland liggen 3 gemeenten.
| - Perez - Alabat - Quezon |

## Fauna
Op het eiland komen diverse voor de Filipijnen endemische vogelsoorten voor. Voorbeelden zijn de grote bruine vruchtduif (Phapitreron amethystina) en de kleine bruine vruchtduif (Phapitreron leucotis). Ook de door de IUCN als kwetsbaar geclassificeerde endemische Filipijnse dwergijsvogel (Ceyx melanurus) komt hier voor.